# Zweden op de Olympische Winterspelen 2010

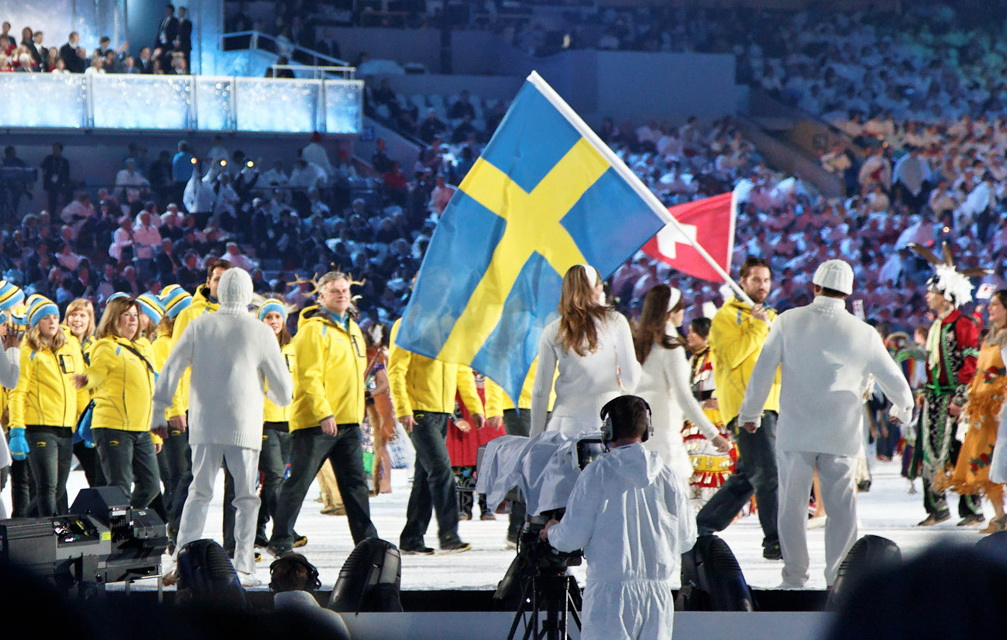
Het Zweedse team bij de opening

Tijdens de Olympische Winterspelen van 2010, die in Vancouver (Canada) werden gehouden, nam Zweden voor de eenentwintigste keer deel aan de Winterspelen.

## Medailleoverzicht
| Sport       | Olympiër                                                               | Discipline                | Medaille |
| ----------- | ---------------------------------------------------------------------- | ------------------------- | -------- |
| Biatlon     | Björn Ferry                                                            | 12,5 km achtervolging (m) | Goud     |
| Curling     | Anette Norberg Eva Lund Cathrine Lindahl Anna Le Moine Kajsa Bergström | vrouwen                   | Goud     |
| Langlaufen  | Marcus Hellner                                                         | 30 km achtervolging (m)   | Goud     |
| Langlaufen  | Daniel Richardsson Johan Olsson Anders Södergren Marcus Hellner        | 4 × 10 km (m)             | Goud     |
| Langlaufen  | Charlotte Kalla                                                        | 10 km vrije stijl (v)     | Goud     |
| Langlaufen  | Anna Haag                                                              | 15 km achtervolging (v)   | Zilver   |
| Langlaufen  | Charlotte Kalla Anna Haag                                              | teamsprint (v)            | Zilver   |
| Alpineskiën | André Myhrer                                                           | slalom (m)                | Brons    |
| Alpineskiën | Anja Pärson                                                            | combinatie (v)            | Brons    |
| Langlaufen  | Johan Olsson                                                           | 30 km achtervolging (m)   | Brons    |
| Langlaufen  | Johan Olsson                                                           | 50 km klassiek (m)        | Brons    |

## Deelnemers en resultaten

### Alpineskiën
| Olympiër                | Discipline          | Resultaat | Prestatie                         |
| ----------------------- | ------------------- | --------- | --------------------------------- |
| Hans Olsson             | supercombinatie (m) | DNF       | 1.53,83+DNF                       |
| Hans Olsson             | afdaling (m)        | 12e       | 1.55,19 (+0,88)                   |
| Hans Olsson             | reuzenslalom (m)    | DNS       | DNS-1                             |
| Hans Olsson             | super G (m)         | DNF       | DNF                               |
| Markus Larsson          | afdaling (m)        | 43e       | 1.58,82 (+4,51)                   |
| Markus Larsson          | reuzenslalom (m)    | 27e       | 2.41,43 (+3,60) — 1.19,46+1.21,97 |
| Markus Larsson          | supercombinatie (m) | 16e       | 2.48,30 (+3,38) — 1.56,51+51,79   |
| Patrik Järbyn           | afdaling (m)        | 29e       | 1.56,58 (+2,27)                   |
| Patrik Järbyn           | super G (m)         | DNF       | DNF                               |
| André Myhrer            | reuzenslalom (m)    | DNF       | 1.24,37+DNF                       |
| André Myhrer            | slalom (m)          | Brons     | 1.39,76 (+0,44) — 49,03+50,73     |
| Mattias Hargin          | slalom (m)          | 14e       | 1.41,25 (+1,93) — 49,27+51,98     |
| Jens Byggmark           | slalom (m)          | 22e       | 1.42,53 (+3,21) — 50,50+52,03     |
| Axel Bäck               | slalom (m)          | DSQ       | 50,25+DSQ                         |
|                         |                     |           |                                   |
| Anja Pärson             | afdaling (v)        | DNF       | DNF-1                             |
| Anja Pärson             | reuzenslalom (v)    | 22e       | 2.28,90 (+1,79) — 1.16,01+1.12,89 |
| Anja Pärson             | slalom (v)          | DNF       | 52,93+DNF                         |
| Anja Pärson             | supercombinatie (v) | Brons     | 2.10,19 (+1,05) — 1.25,57+44,62   |
| Anja Pärson             | super G (v)         | 11e       | 1.21,98 (+1,84)                   |
| Maria Pietilä-Holmner   | slalom (v)          | 4e        | 1.44,22 (+1,33) — 51,64+52,58     |
| Maria Pietilä-Holmner   | reuzenslalom (v)    | 24e       | 2.29,63 (+2,52) — 1.16,28+1.13,35 |
| Jessica Lindell-Vikarby | afdaling (v)        | 30e       | 1.53,76 (+9,57)                   |
| Jessica Lindell-Vikarby | reuzenslalom (v)    | 31e       | 2.32,71 (+5,60) — 1.18,34+1.14,37 |
| Jessica Lindell-Vikarby | supercombinatie (v) | 22e       | 2.14,16 (+5,02) — 1.26,47+47,69   |
| Jessica Lindell-Vikarby | super G (v)         | 26e       | 1.24,83 (+4,69)                   |
| Therese Borssén         | slalom (v)          | 21e       | 1.46,71 (+3,82) — 52,97+53,74     |
| Frida Hansdotter        | slalom (v)          | 15e       | 1.45,67 (+2,78) — 52,50+53,17     |
| Kajsa Kling             | reuzenslalom (v)    | 26e       | 2.29,93 (+2,82) — 1.17,49+1.12,44 |

### Biatlon
| Olympiër                                                                      | Discipline                | Resultaat | Prestatie |
| ----------------------------------------------------------------------------- | ------------------------- | --------- | --- |
| Carl Johan Bergman                                                            | 10 km sprint (m)          | 42e       | 26.41,7 (+2.33,9) pen.: 2 (1 + 1)                                                                             |
| Carl Johan Bergman                                                            | 12,5 km achtervolging (m) | 19e       | 35.14,6 (+1.36,2) pen.: 1 (0 + 1 + 0 + 0)                                                                     |
| Carl Johan Bergman                                                            | 20 km individueel (m)     | 61e       | 54.44,1 (+6.21,6) pen.: 5 (2 + 1 + 0 + 2)                                                                     |
| Björn Ferry                                                                   | 10 km sprint (m)          | 8e        | 25.20,0 (+1.12,4) pen.: 0 (0 + 0)                                                                             |
| Björn Ferry                                                                   | 12,5 km achtervolging (m) | Goud      | 33.38,4 pen.: 1 (0 + 0 + 0 + 1)                                                                               |
| Björn Ferry                                                                   | 20 km individueel (m)     | 42e       | 53.16,7 (+4.54,2) pen.: 5 (1 + 0 + 3 + 1)                                                                     |
| Björn Ferry                                                                   | 15 km massastart (m)      | 12e       | 36.13,3 (+0.37,6) pen.: 2 (0 + 0 + 0 + 2)                                                                     |
| Magnús Jónsson                                                                | 10 km sprint (m)          | 79e       | 28.29,2 (+4.21,4) pen.: 3 (0 + 3)                                                                             |
| Fredrik Lindström                                                             | 10 km sprint (m)          | 38e       | 26.33,3 (+2.25,5) pen.: 1 (1 + 0)                                                                             |
| Fredrik Lindström                                                             | 12,5 km achtervolging (m) | 33e       | 36.25,5 (+2.47,1) pen.: 4 (0 + 1 + 1 + 2)                                                                     |
| Fredrik Lindström                                                             | 20 km individueel (m)     | 77e       | 57.29,8 (+9.07,3) pen.: 4 (1 + 2 + 0 + 1)                                                                     |
| Mattias Nilsson                                                               | 20 km individueel (m)     | 34e       | 52.50,1 (+4.27,6) pen.: 3 (1 + 1 + 0 + 1)                                                                     |
| Fredrik Lindström Carl Johan Bergman Mattias Nilsson Björn Ferry              | 4×7,5 km estafette (m)    | 4e        | 1:23.02,0 (+1.23,9) pen.: 1 (0+3 1+7) 20.11,3 (0+1 0+0) 20.37,9 (0+1 0+3) 21.32,0 (0+0 1+3) 20.40,8 (0+1 0+1) |
|                                                                               |                           |           | |
| Sofia Domeij                                                                  | 7,5 km sprint (v)         | 41e       | 21.55,0 (+1.59,4) pen.: 1 (0 + 1)                                                                             |
| Sofia Domeij                                                                  | 10 km achtervolging (v)   | 41e       | 34.23,8 (+4.07,8) pen.: 2 (1 + 0 + 0 + 1)                                                                     |
| Elisabeth Högberg                                                             | 15 km individueel (v)     | 77e       | 49.46,5 (+8.53,7) pen.: 4 (1 + 1 + 0 + 2)                                                                     |
| Helena Jonsson                                                                | 7,5 km sprint (v)         | 12e       | 20.42,5 (+0.46,9) pen.: 0 (0 + 0)                                                                             |
| Helena Jonsson                                                                | 10 km achtervolging (v)   | 14e       | 31.53,8 (+1.37,8) pen.: 2 (0 + 0 + 2 + 0)                                                                     |
| Helena Jonsson                                                                | 15 km individueel (v)     | 49e       | 45.52,9 (+5.00,1) pen.: 4 (1 + 2 + 0 + 1)                                                                     |
| Helena Jonsson                                                                | 12,5 km massastart (v)    | 10e       | 36.15,9 (+0.56,3) pen.: 2 (1 + 1 + 0 + 0)                                                                     |
| Anna Maria Nilsson                                                            | 7,5 km sprint (v)         | 16e       | 20.45,5 (+0.49,9) pen.: 0 (0 + 0)                                                                             |
| Anna Maria Nilsson                                                            | 10 km achtervolging (v)   | 47e       | 35.16,9 (+5.00,9) pen.: 6 (1 + 2 + 2 + 1)                                                                     |
| Anna Maria Nilsson                                                            | 15 km individueel (v)     | 24e       | 43.44,0 (+2.51,2) pen.: 1 (1 + 0 + 0 + 0)                                                                     |
| Anna Maria Nilsson                                                            | 12,5 km massastart (v)    | 28e       | 39.05,8 (+3.46,2) pen.: 4 (1 + 1 + 1 + 1)                                                                     |
| Anna Carin Olofsson-Zidek                                                     | 7,5 km sprint (v)         | 20e       | 20.53,5 (+0.57,9) pen.: 1 (1 + 0)                                                                             |
| Anna Carin Olofsson-Zidek                                                     | 10 km achtervolging (v)   | 4e        | 30.55,4 (+0.39,4) pen.: 1 (1 + 0 + 0 + 0)                                                                     |
| Anna Carin Olofsson-Zidek                                                     | 15 km individueel (v)     | 17e       | 43.12,1 (+2.19,3) pen.: 2 (1 + 0 + 0 + 1)                                                                     |
| Anna Carin Olofsson-Zidek                                                     | 12,5 km massastart (v)    | 13e       | 36.22,9 (+1.03,3) pen.: 4 (1 + 1 + 1 + 1)                                                                     |
| Elisabeth Högberg Anna Carin Olofsson-Zidek Anna Maria Nilsson Helena Jonsson | 4×6 km estafette (v)      | 5e        | 1:10.47,2 (+1.10,9) pen.: 0 (0+2 0+1) 17.46,7 (0+0 0+1) 17.25,9 (0+0 0+0) 18.16,8 (0+2 0+0) 17.17,8 (0+0 0+0) |

### Curling
| Olympiër                                                                  | Discipline | Resultaat | Prestatie |
| ------------------------------------------------------------------------- | ---------- | --------- | --- |
| Niklas Edin Oskar Eriksson Viktor Kjäll Sebastian Kraupp Fredrik Lindberg | mannen     | 4e        | Groepsfase: 6-4 Groot-Brittannië 6-3 Duitsland 3-7 Canada 6-5 China 7-8 Verenigde Staten 4-5 Frankrijk 8-7 Noorwegen 3-7 Zwitserland 7-6 Denemarken Tie break: 7-6 Groot-Brittannië Halve finale: 3-6 Canada Om brons: 4-5 Zwitserland |
|                                                                           |            |           | |
| Anette Norberg Eva Lund Cathrine Lindahl Anna Le Moine Kajsa Bergström    | vrouwen    | Goud      | Groepsfase: 6- 5 Denemarken 8- 7 Zwitserland 6- 4 Groot-Brittannië 6- 4 China 1-10 Rusland 9- 3 Verenigde Staten 2- 6 Canada 10- 6 Japan 8- 7 Duitsland Halve finale: 9- 4 China Finale: 7- 6 Canada                                   |

### Freestyleskiën
| Olympiër         | Discipline    | Resultaat | Prestatie                                                                                        |
| ---------------- | ------------- | --------- | ------------------------------------------------------------------------------------------------ |
| Jesper Björnlund | moguls (m)    | 8e        | 25.12 ptn kwalificatie: 19e - 23.08 ptn                                                          |
| Per Spett        | moguls (m)    | 23e       | kwalificatie: 23e - uitgeschakeld: 22.10 ptn                                                     |
| Tommy Eliasson   | ski cross (m) | 13e       | kwalificatie: 23e (1.14,73) achtste finale: 2e kwartfinale: 3e - uitgeschakeld                   |
| Michael Forslund | ski cross (m) | 27e       | kwalificatie: 21e (1.14,66) achtste finale: 4e - uitgeschakeld                                   |
| Eric Iljans      | ski cross (m) | 16e       | kwalificatie: 32e (1.16,34) achtste finale: 2e kwartfinale: 4e - uitgeschakeld                   |
| Lars Lewen       | ski cross (m) | 24e       | kwalificatie: 19e (1.14,44) achtste finale: 4e - uitgeschakeld                                   |
|                  |               |           |                                                                                                  |
| Anna Holmlund    | ski cross (v) | 6e        | kwalificatie: 1e (1.17,15) achtste finale: 1e kwartfinale: 2e halve finale: 4e kleine finale: 2e |
| Magdalena Iljans | ski cross (v) | 10e       | kwalificatie: 11e (1.19,05) achtste finale: 2e kwartfinale: 3e - uitgeschakeld                   |

### IJshockey
| Olympiër | Discipline | Resultaat   | Prestatie |
| --- | ---------- | ----------- | --- |
| Daniel Alfredsson Nicklas Bäckström Tobias Enström Loui Eriksson Peter Forsberg Johan Franzén Jonas Gustavsson Patric Hörnqvist Magnus Johansson Niklas Kronwall Nicklas Lidström Stefan Liv Henrik Lundqvist Fredrik Modin Douglas Murray Johnny Oduya Mattias Öhlund Samuel Påhlsson Daniel Sedin Henrik Sedin Henrik Tallinder Mattias Weinhandl Henrik Zetterberg | mannen     | kwartfinale | Groep C: 2- 0 Duitsland 4- 2 Wit-Rusland 3- 0 Finland Kwartfinale: 3- 4 Slowakije                                    |
| |            |             | |
| Emilia Andersson Gunilla Andersson Jenni Asserholt Emma Eliasson Tina Enström Sara Grahn Elin Holmlöv Erika Holst Isabelle Jordansson Valentina Lizana Kim Martin Klara Myrén Frida Nevalainen Emma Nordin Cecilia Östberg Maria Rooth Danijela Rundqvist Frida Svedin Thunström ina Timglas Erica Udén Johansson Pernilla Winberg                                    | vrouwen    | 4e          | Groep A: 3- 0 Zwitserland 6- 2 Slowakije 1-13 Canada Halve finale: 1- 9 Verenigde Staten Om brons: 2- 3 (nv) Finland |

### Kunstrijden
| Olympiër           | Discipline | Resultaat | Prestatie                                    |
| ------------------ | ---------- | --------- | -------------------------------------------- |
| Adrian Schultheiss | mannen     | 15e       | 200.44 (korte kür: 63.13, vrije kür: 137.31) |

### Langlaufen
| Olympiër                                                                    | Discipline              | Resultaat | Prestatie |
| --------------------------------------------------------------------------- | ----------------------- | --------- | --- |
| Marcus Hellner                                                              | 15 km vrije stijl (m)   | 4e        | 34.13,5 (+37,2) |
| Marcus Hellner                                                              | 30 km achtervolging (m) | Goud      | 1:15.11,4 |
| Marcus Hellner                                                              | 50 km klassiek (m)      | 22e       | 2:07.03,2 (+1.27,7) |
| Emil Jönsson                                                                | sprint (m)              | HF        | kwalificatie: 3.36,01 (+1,44) 2e; kwartfinale-4: 3.41,8 (1e); halve finale-2: 3.37,4 (+0,9) 3e                         |
| Björn Lind                                                                  | sprint (m)              | KF        | kwalificatie: 3.38,62 (+4,05) 14e; kwartfinale-2: 3.37,6 (+0,7) 4e                                                     |
| Jesper Modin                                                                | sprint (m)              | KF        | kwalificatie: 3.38,53 (+3,96) 13e; kwartfinale-5: 3.39,1 (+1,3)                                                        |
| Johan Olsson                                                                | 15 km vrije stijl (m)   | 11e       | 34.39,3 (+1.03,0) |
| Johan Olsson                                                                | 30 km achtervolging (m) | Brons     | 1:15.14,2 (+2,8) |
| Johan Olsson                                                                | 50 km klassiek (m)      | Brons     | 2:05.36,5 (+1,0) |
| Teodor Peterson                                                             | sprint (m)              | HF        | kwalificatie: 3.39,08 (+4,51) 18e; kwartfinale-5: 3.38,3 (+0,5) 2e; halve finale-2: 3.43,8 (+7,3) 6e                   |
| Daniel Richardsson                                                          | 15 km vrije stijl (m)   | 22e       | 34.58,7 (+1.22,4) |
| Daniel Richardsson                                                          | 30 km achtervolging (m) | 23e       | 1:17.34,0 (+2.22,6) |
| Daniel Richardsson                                                          | 50 km klassiek (m)      | 7e        | 2:05.45,2 (+9,7) |
| Anders Södergren                                                            | 15 km vrije stijl (m)   | 25e       | 35.01,2 (+1.24,9) |
| Anders Södergren                                                            | 30 km achtervolging (m) | 10e       | 1:15.47,0 (+35,6) |
| Anders Södergren                                                            | 50 km klassiek (m)      | 9e        | 2:05.47,1 (+11,6) |
| Marcus Hellner Teodor Peterson                                              | teamsprint (m)          | HF        | halve finale-2: 19.06,5 (8e)                                                                                           |
| Team Zweden Daniel Richardsson Johan Olsson Anders Södergren Marcus Hellner | 4x 10 km (m)            | Goud      | 1:45.05,4 27.57,9 27.55,2 24.35,2 24.37,1                                                                              |
|                                                                             |                         |           | |
| Hanna Falk                                                                  | sprint (v)              | KF        | kwalificatie: 3.49,94 (+11,89) 27e: kwartfinale-2: 4.22,5 (+40,6) 6e                                                   |
| Anna Haag                                                                   | 10 km vrije stijl (v)   | 4e        | 25.19,3 (+20,9) |
| Anna Haag                                                                   | 15 km achtervolging (v) | Zilver    | 40.07,0 (+8,9) |
| Ida Ingemarsdotter                                                          | sprint (v)              | KF        | kwalificatie: 3.49,11 (+11,06) 25e: kwartfinale-3: 3.40,0 (+1,2)                                                       |
| Ida Ingemarsdotter                                                          | 15 km achtervolging (v) | 42e       | 44.16,5 (+4.18,4) |
| Ida Ingemarsdotter                                                          | 30 km klassiek (v)      | dnf       | niet gefinisht |
| Britta Johansson Norgren                                                    | 10 km vrije stijl (v)   | 29e       | 26.48,1 (+1.49,7) |
| Britta Johansson Norgren                                                    | 15 km achtervolging (v) | 53e       | 45.25,7 (+5.27,6) |
| Charlotte Kalla                                                             | 10 km vrije stijl (v)   | Goud      | 24.58,4 |
| Charlotte Kalla                                                             | 15 km achtervolging (v) | 8e        | 41.18,5 (+1.20,4) |
| Charlotte Kalla                                                             | 30 km klassiek (v)      | 6e        | 1:31.57,6 (+1.23,9) |
| Anna Olsson                                                                 | sprint (v)              | 4e        | kwalificatie: 3.41,95 (+3,90) 3e: kwartfinale-5: 3.36,5 (1e); halve finale-2: 3.38,,7 (+0,7) 2e; finale: 3.41,7 (+2,5) |
| Anna Olsson                                                                 | 10 km vrije stijl (v)   | 24e       | 26.23,1 (+1.24,7) |
| Anna Olsson                                                                 | 30 km klassiek (v)      | 9e        | 1:33.00,3 (+2.26,6) |
| Magdalena Pajala                                                            | sprint (v)              | HF        | kwalificatie: 3.45,50 (+7,45) 13e: kwartfinale-5: 3.37,7 (+1,2) 2e; halve finale-2: 3.45,0 (+7,0) 5e                   |
| Charlotte Kalla Anna Haag                                                   | teamsprint (v)          | Zilver    | halve finale-2: 18.35,9 (1e); finale: 18.04,3 (+0,6)                                                                   |
| Team Zweden Anna Olsson Magdalena Pajala Charlotte Kalla Ida Ingemarsdotter | 4x 5 km (v)             | 5e        | 56.18,9 (+59,4) 14.47,1 15.35,6 12.25,0 13.31,2                                                                        |

### Schaatsen
| Olympiër                                  | Discipline               | Resultaat | Prestatie                                                               |
| ----------------------------------------- | ------------------------ | --------- | ----------------------------------------------------------------------- |
| Joel Eriksson                             | 1500 m (m)               | 24e       | 1.49,08                                                                 |
| Daniel Friberg                            | 1500 m (m)               | 25e       | 1.49,13                                                                 |
| Johan Röjler                              | 1500 m (m)               | 28e       | 1.49,50                                                                 |
| Johan Röjler                              | 5000 m (m)               | 21e       | 6.35,88                                                                 |
| Joel Eriksson Daniel Friberg Johan Röjler | ploegenachtervolging (m) | 7e        | KF: 3.46,40, verloor van Nederland 7e/8e plaats: 3.46,18, won van Japan |

### Snowboarden
| Olympiër       | Discipline               | Resultaat | Prestatie                                                                                       |
| -------------- | ------------------------ | --------- | ----------------------------------------------------------------------------------------------- |
| Daniel Biveson | parallelreuzenslalom (m) | 14e       | kwalificatie: 8e (1.17,86) achtste finale: verloren van Mathieu Bozzetto ( FRA) - uitgeschakeld |

Albanië · Algerije · Andorra · Argentinië · Armenië · Australië · Azerbeidzjan · België · Bermuda · Bosnië en Herzegovina · Brazilië · Bulgarije · Canada · Chili · China · Chinees Taipei · Colombia · Cyprus · Denemarken · Duitsland · Estland · Ethiopië · Finland · Frankrijk · Georgië · Ghana · Griekenland · Groot-Brittannië · Hongarije · Hongkong · Ierland · IJsland · India · Iran · Israël · Italië · Jamaica · Japan · Kaaimaneilanden · Kazachstan · Kirgizië · Kroatië · Letland · Libanon · Liechtenstein · Litouwen · Macedonië · Marokko · Mexico · Moldavië · Monaco · Mongolië · Montenegro · Nederland · Nepal · Nieuw-Zeeland · Noord-Korea · Noorwegen · Oekraïne · Oezbekistan · Oostenrijk · Pakistan · Peru · Polen · Portugal · Roemenië · Rusland · San Marino · Senegal · Servië · Slovenië · Slowakije · Spanje · Tadzjikistan · Tsjechië · Turkije · Verenigde Staten · Wit-Rusland · Zuid-Afrika · Zuid-Korea · Zweden · Zwitserland